# تاكايوكي سيتو
تاكايوكي سيتو (5 فبراير 1986 بناغويا في اليابان - ) (باليابانية: 瀬戸貴幸) هو لاعب كرة قدم ياباني في مركز الوسط. لعب مع عثمانلي سبور ونادي أسترا جورجو ونادي أفاي لكرة القدم ونادي كورينثيانز.

## وصلات خارجية
- تاكايوكي سيتو على موقع الاتحاد الأوربي (الإنجليزية)
- تاكايوكي سيتو على موقع اتحاد تركيا (لاعب) (الإنجليزية)
- تاكايوكي سيتو على موقع رابطة كرة القدم اليابانية للمحترفين (اليابانية)
- تاكايوكي سيتو على موقع قاعدة بيانات كرة القدم.إي يو (الإنجليزية)
- تاكايوكي سيتو على موقع Soccerway.com (الإنجليزية)
- تاكايوكي سيتو على موقع عالم كرة القدم.نت (الإنجليزية)